# Guérewol

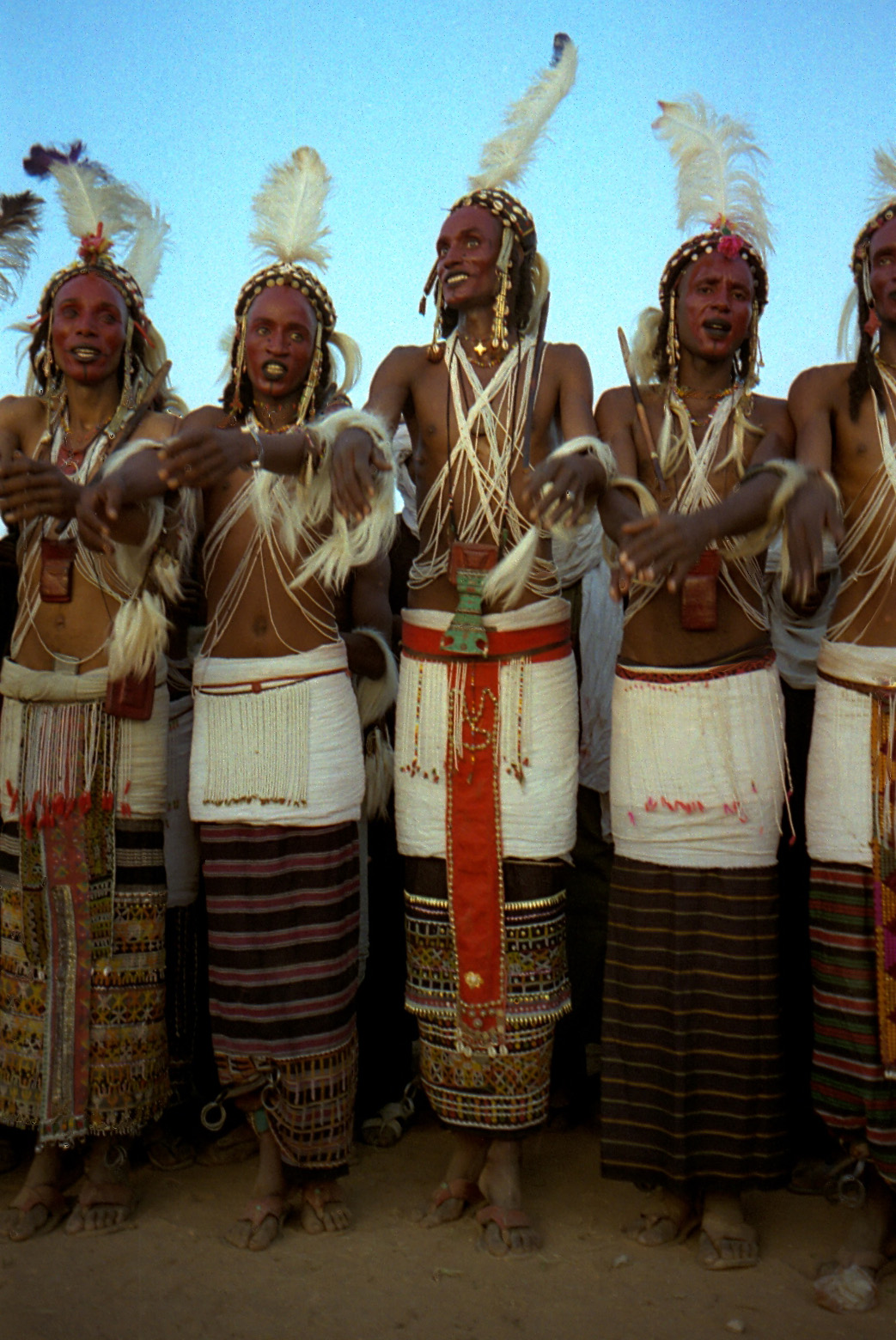
Os participantes do Guérewol executam a dança Guérewol. O eventual vencedor foi o jovem alto no meio. Fotografado em 1997, no Níger.

O Guérewol (var. Guerewol, Gerewol) é uma competição anual de ritual de namoro entre o povo Wodaabe Fula, do Níger, no continente africano. Rapazes vestidos com ornamentos elaborados e maquiados com pinturas faciais tradicionais se reúnem em filas para dançar e cantar, competindo pela atenção de moças em idade de se casar. O Guérewol ocorre todos os anos quando os pastores de gado tradicionalmente nômades Wodaabe se reúnem na borda sul do Saara antes de se dispersarem para o sul em suas pastagens da estação seca.
O ponto de encontro mais famoso é In-Gall, no noroeste do Níger, onde um grande festival, mercado e uma série de reuniões de clãs acontecem tanto para os Wodaabe quanto para o povo pastor Tuareg. O evento de dança real é chamado de Yaake, enquanto outros elementos menos famosos - troca de dotes, competições ou corridas de camelos entre pretendentes - compõem o Guérewol, que dura ao todo uma semana. O Guérewol é encontrado onde quer que os Wodaabe se reúnam: de Niamey, para outros lugares, os Wodaabe viajam em seu ciclo de transumância, até o norte de Camarões e da Nigéria.

## Encontro anual
No final da estação chuvosa, em setembro, os Wodaabe viajam para In-Gall para coletar sal e participar do festival Cure Salée, um encontro de vários grupos nômades. Aqui, os jovens homens Wodaabe, com maquiagem elaborada, penas e outros adornos, executam danças e canções para impressionar as mulheres. O ideal de beleza masculina dos Wodaabe enfatiza altura, olhos e dentes brancos; os homens costumam revirar os olhos e mostrar os dentes para enfatizar essas características. Os clãs Wodaabe se juntarão para a celebração de Guérewol de uma semana, um concurso em que a beleza dos rapazes é julgada pelas moças.

## Música e dança
A música e a dança em linha são típicas das tradições Fula, que desapareceram em grande parte entre a vasta diáspora do povo Fula, muitos dos quais são educados, muçulmanos, urbanos. Este é caracterizado pelo canto em grupo, acompanhado de palmas, pisadas e sinos. O festival Wodaabe Guérewol é um dos exemplos mais famosos desse estilo de tradição coral repetitiva, hipnótica e percussiva, acompanhada por uma dança em linha ondulante, onde os homens entrelaçam os braços e sobem e descem na ponta dos pés.
As competições de Guérewol envolvem os jovens ornamentados dançando o Yaake em fila, ao redor de uma jovem em idade de casar, às vezes repetidamente durante um período de sete dias e por horas a fio sob o sol do deserto. Os pretendentes vêm ao acampamento da mulher para provar seu interesse, resistência e atratividade. Os participantes costumam beber uma mistura de casca fermentada para permitir que dancem por longos períodos, e que supostamente tem um efeito alucinógeno.

## Turismo
O ritual Guérewol tornou-se uma atração turística estrangeira desde que os filmes de faroeste e revistas como a National Geographic têm destacado imagens da performance estilizada.